# Gustavo A. Madero (Mexico)
Gustavo A. Madero, connue sous l'acronyme de GAM, est l'une des seize divisions territoriales (demarcaciones territoriales) de Mexico au Mexique. Son siège est Villa Gustavo A. Madero.

## Géographie

### Situation
Gustavo A. Madero s'étend sur 94,07 km² à l'extrémité nord de Mexico. Elle est limitrophe des divisions Cuauhtémoc et Venustiano Carranza au sud et Azcapotzalco à l'ouest, ainsi que des municipalités de Coacalco, Ecatepec de Morelos, Tlalnepantla et Tultitlán, situées dans l'État de Mexico.

### Relief

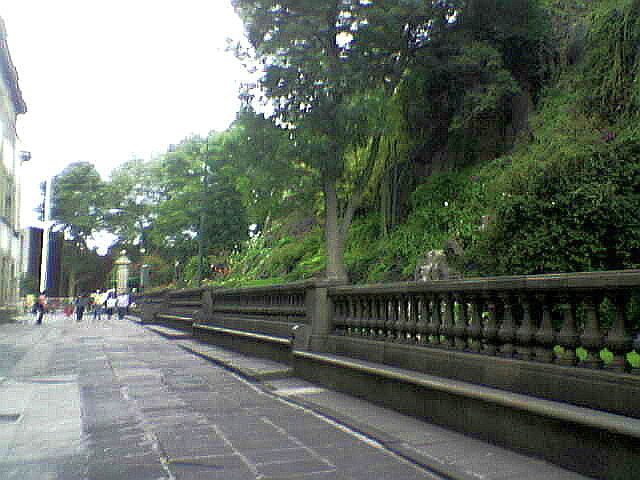
Au pied de la Colline de Tepeyac.

Son altitude moyenne s'élève à 2 240 mètres. Le sol est lacustre à 60 % et le lac de Texcoco a été asséché pour construire la ville.

### Climat
Le climat est tempéré, le taux d'humidité bas, la température annuelle est d'environ 17 °C.

## Toponymie
La division est ainsi nommée en hommage à Gustavo Adolfo Madero (es), un révolutionnaire et frère de Francisco I. Madero, président du Mexique de 1911 à 1913.

## Histoire
Elle est fondée en 1563 sous le nom de Villa de Guadalupe, au pied de la colline de Tepeyac où selon la croyance catholique, la Vierge de Guadalupe est apparue à Juan Diego Cuauhtlatoatzin en 1531. 
En 1848, Le traité de Guadalupe Hidalgo est signé dans cette localité, marquant ainsi la fin de la guerre américano-mexicaine. 
En 1931, elle devient une délégation du District fédéral sous le nom de Villa de Gustavo A. Madero, puis elle prend son nom actuel en 1941.

## Démographie
La population s'élevait à 1 185 772 habitants en 2010 et à 1 173 351 habitants en 2020.